# Giuseppe Picciati
Giuseppe Picciati (Piombino, 30 de outubro de 1868 – Veneza, 11 de março de 1908) foi um matemático e físico italiano.
Picciati obteve em 1890 um diploma em física na Universidade de Pisa, onde foi aluno de Vito Volterra, e em 1895 um diploma em matemática na Universidade de Pádua. Lecionou em escolas secundárias em Veneza (e na escola de mecânicos de navios). Pouco antes de sua morte prematura venceu o concurso para a cátedra de mecânica da Universidade de Bolonha.
Recebeu o Prêmio de Matemática da Accademia dei XL de 1909.